# Saison 2015-2016 de la LNAH
Saison précédente Saison suivante
La saison 2015-2016 est la vingtième saison de la Ligue nord-américaine de hockey (souvent désignée par le sigle LNAH), ligue de hockey sur glace du Québec et de l’Ontario. Chacune des huit équipes joue quarante parties en saison régulière, dans l’objectif de remporter la Coupe Canam. La saison régulière débute le 2 octobre 2015 et se termine le 6 mars 2016.

## Saison régulière

### Classement des équipes
| Clt   | Équipe                         | PJ | V  | D  | DP | BP  | BC  | Pts |
| ----- | ------------------------------ | -- | -- | -- | -- | --- | --- | --- |
| +001, | Marquis de Jonquière           | 40 | 27 | 11 | 1  | 164 | 105 | 56  |
| +002, | 3L de Rivière-du-Loup          | 40 | 26 | 11 | 3  | 173 | 133 | 55  |
| +003, | Assurancia de Thetford         | 40 | 23 | 15 | 0  | 154 | 134 | 48  |
| +004, | Blizzard CNS de Trois-Rivières | 40 | 22 | 15 | 3  | 167 | 161 | 47  |
| +005, | Prédateurs de Laval            | 40 | 18 | 19 | 2  | 135 | 151 | 39  |
| +006, | Éperviers de Sorel-Tracy       | 40 | 17 | 19 | 3  | 132 | 143 | 38  |
| +007, | Cool FM 103,5 de Saint-Georges | 40 | 16 | 20 | 3  | 130 | 151 | 36  |
| +008, | Riverkings de Cornwall         | 40 | 11 | 25 | 3  | 111 | 188 | 26  |

## Séries éliminatoires
Les huit équipes participent aux séries éliminatoires. Les trois rondes se jouent au meilleur des sept matchs.
|  | Quarts de finale | Quarts de finale               | Quarts de finale         | Quarts de finale         |                          |                          | Demi-finales | Demi-finales | Demi-finales | Demi-finales |  |  | Finale | Finale | Finale | Finale |
|  |                  |                                |                          |                          |                          |                          |              |              |              |              |  |  |        |        |        |        |
|  |                  |                                |                          |                          |                          |                          |              |              |              |              |  |  |        |        |        |        |
|  |                  |                                |                          |                          |                          |                          |              |              |              |              |  |  |        |        |        |        |
|  | 1                | Marquis de Jonquière           | 4                        | 4                        |                          |                          |              |              |              |              |  |  |        |        |        |        |
|  | 1                | Marquis de Jonquière           | 4                        | 4                        |                          |                          |              |              |              |              |  |  |        |        |        |        |
|  | 8                | Riverkings de Cornwall         | 0                        | 0                        |                          |                          |              |              |              |              |  |  |        |        |        |        |
|  | 8                | Riverkings de Cornwall         | 0                        | 0                        | Marquis de Jonquière     | Marquis de Jonquière     | 3            | 3            |              |              |  |  |        |        |        |        |
|  |                  |                                |                          |                          | Marquis de Jonquière     | Marquis de Jonquière     | 3            | 3            |              |              |  |  |        |        |        |        |
|  |                  |                                | Éperviers de Sorel-Tracy | Éperviers de Sorel-Tracy | 4                        | 4                        |              |              |              |              |  |  |        |        |        |        |
|  | 3                | Assurancia de Thetford         | Éperviers de Sorel-Tracy | Éperviers de Sorel-Tracy | 4                        | 4                        | 2            | 2            |              |              |  |  |        |        |        |        |
|  | 3                | Assurancia de Thetford         |                          |                          |                          |                          |              | 2            |              |              |  |  |        |        |        |        |
|  | 6                | Éperviers de Sorel-Tracy       | 4                        | 4                        |                          |                          |              |              |              |              |  |  |        |        |        |        |
|  | 6                | Éperviers de Sorel-Tracy       | 4                        | 4                        | Éperviers de Sorel-Tracy | Éperviers de Sorel-Tracy | 3            | 3            |              |              |  |  |        |        |        |        |
|  |                  |                                |                          |                          | Éperviers de Sorel-Tracy | Éperviers de Sorel-Tracy | 3            | 3            |              |              |  |  |        |        |        |        |
|  |                  |                                | 3L de Rivière-du-Loup    | 3L de Rivière-du-Loup    | 4                        | 4                        |              |              |              |              |  |  |        |        |        |        |
|  | 2                | 3L de Rivière-du-Loup          | 3L de Rivière-du-Loup    | 3L de Rivière-du-Loup    | 4                        | 4                        | 4            | 4            |              |              |  |  |        |        |        |        |
|  | 2                | 3L de Rivière-du-Loup          |                          |                          |                          |                          |              |              |              |              |  |  |        |        |        |        |
|  | 7                | Cool FM 103,5 de Saint-Georges | 1                        | 1                        |                          |                          |              |              |              |              |  |  |        |        |        |        |
|  | 7                | Cool FM 103,5 de Saint-Georges | 1                        | 1                        | 3L de Rivière-du-Loup    | 3L de Rivière-du-Loup    | 4            | 4            |              |              |  |  |        |        |        |        |
|  |                  |                                |                          |                          | 3L de Rivière-du-Loup    | 3L de Rivière-du-Loup    | 4            | 4            |              |              |  |  |        |        |        |        |
|  |                  |                                | Prédateurs de Laval      | Prédateurs de Laval      | 2                        | 2                        |              |              |              |              |  |  |        |        |        |        |
|  | 4                | Blizzard CNS de Trois-Rivières | Prédateurs de Laval      | Prédateurs de Laval      | 2                        | 2                        | 3            | 3            |              |              |  |  |        |        |        |        |
|  | 4                | Blizzard CNS de Trois-Rivières |                          |                          |                          |                          |              | 3            |              |              |  |  |        |        |        |        |
|  | 5                | Prédateurs de Laval            | 4                        | 4                        |                          |                          |              |              |              |              |  |  |        |        |        |        |
|  | 5                | Prédateurs de Laval            | 4                        | 4                        |                          |                          |              |              |              |              |  |  |        |        |        |        |
|  |                  |                                |                          |                          |                          |                          |              |              |              |              |  |  |        |        |        |        |

## Récompenses

### Trophées et honneurs
Cette section présente l'ensemble des trophées remis aux joueurs et personnalités de la ligue pour la saison.
| Trophée                                                           | Joueur                                 |
| ----------------------------------------------------------------- | -------------------------------------- |
| Trophée Claude-Larose Joueur le plus utile à son équipe           | Thomas Beauregard (Trois-Rivières)     |
| Trophée Éric-Messier Meilleur défenseur                           | Matthew Medley (Thetford Mines)        |
| Trophée Guy-Lafleur Meilleur marqueur                             | Thomas Beauregard (Trois-Rivières)     |
| Trophée Maurice-Richard Meilleur buteur                           | Thomas Beauregard (Trois-Rivières)     |
| Trophée Serge-Léveillée Meilleur entraîneur                       | Alain Gardner (Rivière-du-Loup)        |
| Trophée Jonathan-Delisle Joueur démontrant le meilleur Leadership | Sylvain Deschatelets (Rivière-du-Loup) |
| Trophée du meilleur gardien de but                                | Loic Lacasse (Jonquière)               |
| Trophée du joueur le plus gentilhomme                             | Thomas Beauregard (Trois-Rivières)     |
| Trophée de la recrue offensive                                    | Vincent Couture (Sorel-Tracy)          |
| Trophée de la recrue défensive                                    | Guillaume Decelles (Rivière-du-Loup)   |

| Trophée                                                                   | Équipe                |
| ------------------------------------------------------------------------- | --------------------- |
| Coupe du Commissaire Équipe de la saison régulière avec le plus de points | Marquis de Jonquière  |
| Coupe Canam Vainqueur des séries                                          | 3L de Rivière-du-Loup |

### Équipe d'étoiles[4]
- Gardien : Loic Lacasse (Jonquière)
- Défenseurs : Matthew Medley (Thetford Mines) et Francis Trudel (Rivière-du-Loup)
- Centre : Sylvain Deschatelets (Rivière-du-Loup)
- Ailiers : Marco Charpentier (Sorel-Tracy) et Thomas Beauregard (Trois-Rivières)